# Banca centrale degli Emirati Arabi Uniti
La Banca centrale degli Emirati Arabi Uniti (arabo: مصرف الإمارات العربية المتحدة المركزي) (CBUAE) è la banca centrale dello stato asiatico degli Emirati Arabi Uniti con sede ad Abu Dhabi
La moneta ufficiale è il dirham degli Emirati Arabi Uniti.

## Storia
Il Qatar and Dubai Currency Board è stato istituito nel 1966, e diviso nel 1973 in accordi separati rispettivamente per il Qatar e gli Emirati Arabi Uniti. Il successore di quest'ultima banca è stato lo United Arab Emirates Currency Board, che in realtà era una banca centrale a tutti gli effetti piuttosto che un semplice currency board, ma ha adottato quel nome per rassicurare gli investitori sulla stabilità monetaria. Tale "Currency Board" è stato istituito il 19 maggio 1973. Ciò ha fatto seguito alla creazione degli Emirati Arabi Uniti come stato indipendente nel 1971. Lo scopo originale del Currency Board degli Emirati Arabi Uniti era quello di emettere una valuta indipendente per il nuovo stato per sostituire le valute esistenti in uso: il riyal del Qatar e il dinaro del Bahrein. Il nuovo dirham degli Emirati Arabi Uniti è entrato in circolazione lo stesso giorno in cui è stato istituito il Currency Board.
A quel tempo, il Currency Board degli Emirati Arabi Uniti non aveva pieni poteri di banca centrale. Era incaricato di gestire la valuta e le riserve auree e valutarie del paese, ma non aveva l'autorità di regolamentazione e non aveva il potere di gestire la politica monetaria degli Emirati Arabi Uniti. La legge n. 10 dell'Unione del 1980 ha visto l'istituzione della Banca centrale degli Emirati Arabi Uniti come istituzione pubblica. La legge n. 10 ha anche rafforzato le funzioni della Banca centrale (precedentemente assegnata al Currency Board) con Abdul Malik Yousef Al Hamar nominato governatore. È stata promulgata la legge federale n. 14 del 2018 sulla Banca centrale e l'organizzazione delle istituzioni e delle attività finanziarie.
La Banca Centrale degli Emirati Arabi Uniti ha il potere di emettere e gestire la valuta; garantire la stabilità della moneta; gestire la politica creditizia degli Emirati Arabi Uniti; sviluppare e supervisionare il sistema bancario negli Emirati Arabi Uniti; agire come banchiere del governo; fornire sostegno monetario e finanziario al governo; gestire le riserve auree e valutarie degli Emirati Arabi Uniti; agire come prestatore di ultima istanza per le banche che operano negli Emirati Arabi Uniti; e di rappresentare gli Emirati Arabi Uniti in istituzioni internazionali come il Fondo Monetario Internazionale, la Banca Mondiale e il Fondo Monetario Arabo.